# Stanislaus Hosius

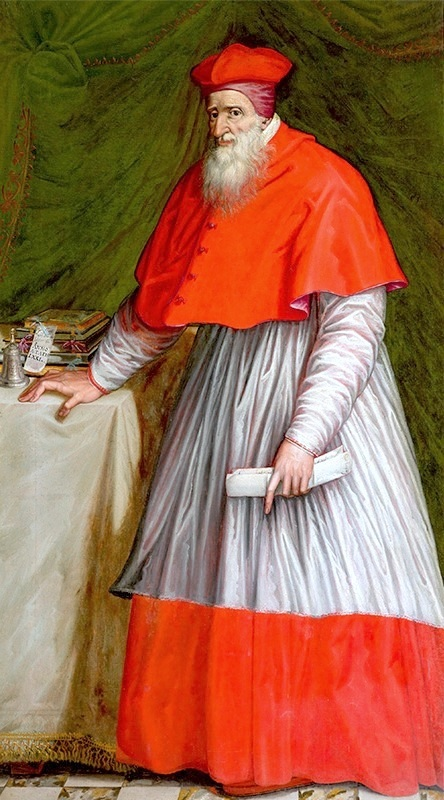
Stanislaus Kardinal Hosisus (Ölgemälde eines unbekannten Malers von 1575)

Stanislaus Hosius

Stanislaus Hosius (* 5. Mai 1504 in Krakau; † 5. August 1579 in Capranica bei Rom) war ein polnischer Staatsmann unter Sigismund I., Kardinal, Humanist und Kontroverstheologe deutscher Herkunft. Er trat für die Exemption des Fürstbistums Ermland und die Gegenreformation im Ermland und im Königreich Polen ein. Als Bischof gründete er das Lyceum Hosianum in Braunsberg.

## Leben und Werk
Stanislaus Hosius war der Sohn des aus Pforzheim in Baden stammenden Ulrich Hosse und seiner Frau Anna. Sein Vater war Münzmeister Sigismunds I. in Krakau und später Bürgermeister von Wilna in Litauen. Als Kind lernte Stanislaus Hosius schon von klein an Deutsch und Polnisch, später kam Latein dazu. Mit fünfzehn Jahren begann er ein Studium der Künste an der Universität Krakau, das er 1520 abschloss. Der talentierte junge Mann fand einen Patron in Peter Tomicki, der Bischof von Krakau und zugleich Vizekanzler von Polen war. Bei diesem arbeitete er als Privatsekretär, bis ihm der Bischof einige Jahre später das Studium der Theologie und Jurisprudenz in den Universitäten von Padua und Bologna ermöglichte. 1534 beendete er dort seine Studien als Doktor beider Rechte und kehrte anschließend nach Krakau zurück.
In Krakau nahm Stanislaus Hosius eine Stelle in der königlichen Kanzlei an. Nach dem Tod seines Mentors 1535 behielt er seine Stelle unter dessen Nachfolger Bischof Choinski von Płock, dem neuen Vizekanzler. Dieser starb im Jahre 1538 und in der Folge wurde Hosius zum königlichen Sekretär ernannt. Sein administratives Talent gewann die Gunst des Königs Sigismund, was dieser mit diversen kirchlichen Ämtern belohnte.

### Bischof und Kardinal
1543 empfing Stanislaus Hosius die Priesterweihe. Als 1549 der Bischofssitz in Kulm neu vergeben werden sollte, fiel die Wahl des Königs auf ihn. Ein Jahr später beauftragte ihn Papst Paul IV. damit, gegen den Protestantismus zu kämpfen, der stark auf dem Vormarsch war. Es scheint, als hätte er Erfolg gehabt, denn schon 1551 wurde er zur wichtigeren Diözese, dem Ermland versetzt.
1552 verteidigte er die Sonderstellung des Fürstbistums Ermland als exemt und bestätigte auf der  Synode von Łowicz 1556 die Exemtion. Auch nachdem das Konzil von Trient 1563 verlangt hatte, dass exemte Bistümer die nächstliegenden Erzbistümer (in diesem Fall Gnesen) als Metropoliten anerkennen sollten, lehnte er die Teilnahme an Provinzialsynoden in Gnesen ab.
Die folgenden sieben Jahre in Ermland waren vom Kampf gegen den Protestantismus geprägt. In einer Vielzahl von polemischen Schriften griff Hosius die Lehren der Reformatoren an und verteidigte den katholischen Standpunkt. 1558 wurde er von Papst Paul IV. nach Rom berufen, wo er in der Kurie schon bald einigen Einfluss hatte.
1559 starb Paul IV. und dessen Nachfolger Pius IV. schickte Stanislaus Hosius als Legat an den Kaiserlichen Hof in Wien. Er hatte den Auftrag, mit Kaiser Ferdinand I. über die Wiedereröffnung des Konzil von Trient (1545–1563) zu verhandeln. Trient war ein Teil des Kaiserreiches, und dort befand sich der oberste Fürstbischofssitz. Als Anerkennung für den erfolgreichen Abschluss dieser Mission wurde Hosius am 26. Februar 1561 zum Kardinalpriester erhoben, erhielt die Titelkirche San Lorenzo in Panisperna und nahm als einer der päpstlichen Legaten am Konzil teil. Bei zahlreichen Wechseln seiner Titelkirchen wurde er u. a. 1565 Kardinalpriester von Santa Sabina und 1570 von San Clemente.
1563 kehrte Stanislaus Hosius nach Ermland zurück. Während seiner Abwesenheit hatte sich der Protestantismus weiter verbreitet und so ergriff er Maßnahmen zur Verbesserung der Ausbildung der katholischen Priester und Prediger. Zudem gründete er das Lyceum Hosianum in Braunsberg und übergab die Leitung den Jesuiten. 1566 ernannte der Papst Hosius zum Päpstlichen Legaten für Polen. Im Jahr 1569 starb Papst Pius IV., und Pius V. trat dessen Nachfolge an. 1569 ernannte Hosius seinen Freund Martin Cromer zum Co-Adjutanten und gab ihm die Administration von Ermland, damit er als Repräsentant Polens nach Rom ziehen konnte, wo er in den folgenden zehn Jahren bis zu seinem Tod die Interessen Polens der Kirche gegenüber vertrat. Auch König Sigismund II. schätzte Hosius. Er war Teilnehmer des Konklave 1572, aus dem Gregor XIII. als Papst hervorging. Noch in demselben Jahr erklärte der neugewählte Papst Hosius zum Mitglied der neuen Congregatio Germanica. Am 8. Januar 1574 wurde er Kardinalgroßpönitentiar und bekleidete dieses einflussreiche Amt bis zu seinem Tode.
1577 bestand das Erzbistum Riga de facto nicht mehr, da sich die evangelische Lehre überall ausgebreitet hatte. Stefan Bathory forderte im August 1577 Hosius auf, auf das Privileg der Exemtion zu verzichten, da ja Ermland ein Teil der Krone Polens sei. Hosius’ Co-Adjutant Martin Cromer lehnte diese staatsrechtlichen Argumente ab.
1578 bekam er von Papst Gregor XIII. zuerst San Pietro in Vincoli, dann die Titelkirche Santa Maria in Trastevere zugewiesen.
Stanislaus Hosius wurde in der Kirche Santa Maria in Trastevere in Rom begraben.
Hosius und Cromer zählten zu den wichtigsten Vertretern und Restauratoren des Katholizismus. Ihre Predigten beschrieb unter anderem Hipler in Die deutschen Predigten und Katechesen der ermländischen Bischöfe Hosius und Cromer. Hosius war außerdem mit dem Jesuiten Petrus Canisius befreundet.

## Gedenken
Hosius' katholischer Gedenktag ist der 5. August (Todestag). Mehrere Straßen in polnischen Großstädten und ein theologisches Seminar tragen seinen Namen. Ein ursprünglich in der Zwischenkriegszeit begonnenes Heiligsprechungsverfahren dauert an. Die Positio datiert von 2019.

## Werke
- Stanislai Hosii (…) Opera omnia in duos divisa tomos, quorum primus ab (…) auctore (…) auctus et recognitus (…) secundus autem totus novus, nuncque primum typis excusus (…)
- Stanislai Hosii (…) Opera omnia (…) nunc novissime ab ipso auctore (…) recognita (…) cura (…) Henrici Dunghaei (…) edita (…)